# Benigno Andrade Garcia
Benigno Andrade Garcia (Messia, Galiza, 22 de Outubro de 1908 - 7 de Agosto de 1952) foi um militante da CNT e guerilheiro antifranquista. A alcunha de Foucelhas faz referência ao seu lugar de origem. Benigno Andrade é um dos nomes míticos do antifranquismo armado na Galiza do século XX.

## Biografia
Nascido no lugar das Foucellas, na freguesia de Cabrui, Messia. Estudou na escola primária da localidade e desde muito novo trabalhou na lavoura do campo, de jornaleiro; também trabalhou numa leitaria. Mais tarde, foi trabalhar nas minas de carvão de Faveiro, na comarca oriental do Berzo. 
Casado com María Perez, teve dois filhos, Josefa e Sergio. A mulher trabalhava na casa do médico da localidade, Manuel Calvelo, quem, junto com a mulher Isabel Ríos Lazcano, dirigia a célula comunista de Curtis, chamada Sociedade Republicana Rádio Comunista em Curtis, pessoa com a qual o Foucellas simpatizava. 
Posteriormente filiado à CNT, ao começar a Guerra Civil Espanhola aderiu a uma coluna que se dirigia à Corunha, mas à chegada deparou com a cidade já tomada pelos grupos golpistas da extrema-direita, o que o obrigou a voltar para Curtis. Interveio numa confiscação de armas em Fisteus e em outra de dinamita na estação do comboio de Teixeiro. Temendo represálias dos sectores fascistas, integrou-se nas numerosas guerrilhas rurais galegas que combatiam o fascismo na altura. Durante a guerra, esteve doente de difteria e manteve-se na convalescença e oculto em diferentes locais do concelho. Tendo sido convocado para o recrutamento militar pelas autoridades franquistas, foi declarado prófugo.
Uma vez recuperado da doença, assume a direcção, por volta de 1941, de um grupo guerrilheiro actuante na área dos concelhos de Sobrado e Arzúa, integrado maioritariamente por prisioneiros republicanos de esquerda fugidos de batalhões de castigo disciplinares franquistas existentes nessa zona da Galiza. Foi ferido em 1945 e os camaradas levaram-no para o sanatório de São Nicolau, na Corunha, onde foi operado. É nessa altura que a memória popular conta que assistia ao Estádio de Riazor para ver os jogos do Desportivo da Corunha, vestido de padre para evitar qualquer suspeita. Benigno participa activamente no Exército Guerrilheiro da Galiza como combatente destacado, no V Agrupamento que agia na zona de Pontevedra.
Foi capturado a 9 de Março de 1952 pela Guarda Civil franquista, no dia da Feira em Curtis, após um tiroteio em que Benigno foi ferido de um tiro numa perna. Estava lá para assistir a um casamento e, pelos vistos, foi delatado por alguém, sem que nunca se soubesse quem. Mais tarde, foi condenado à morte e executado, na prisão provincial da Corunha, mediante garrote vil, meio habitual aplicado pela ditadura franquista contra a oposição política.
Ele não foi a única vítima na família. O irmão foi torturado pela Guarda Civil e uma irmã, Consuelo, acusada de fazer labores de ligação e apoio à guerrilha, sofreu também a repressão. A mãe acabou a pedir porque, sendo uma família muito pobre, não conseguiu trabalhar com o precedente de um filho guerrilheiro.
Ainda hoje é lembrado pela vizinhança da sua comarca de origem, que o homenageou no centenário do seu nascimento, evento no contexto da vaga de actividades realizadas na Galiza para a recuperação da memória histórica da ditadura franquista.